# Ведибасарский магал
Ведибасарский магал или магал Ведибасар — один из магалов Эриванского ханства, позже преобразованный в Шаруро-Даралагезский уезд Эриванской губернии в составе Российской империи. До XIX века Ведибасарский магал был частью Гарнибасарского магала.

## География
В «Камерном описании Ведибасарского района Эриванской губернии» 1831 года написано о географии района:
Ведибасарский район расположен между Шарурским и Кярбибасарским районами вдоль реки Аракс. Все горы и реки которых впадающие в реку Веди-чай, и долины до Садары принадлежат этому району. Длина его от Хор Вирапа до Дахны 50 верст, а ширина его от вершины гор, отделяющих этот район от Гёкчинского района до Аракса — 50 вёрст, и, таким образом, площадь его 2500 кв. вёрст.
Этот район не беден мелколесьем, берега рек покрыты кустарниками, горы и долины покрыты лугами, в горах растёт можжевельник, в лесах — ива и вяз. Производится древесный уголь. все сады посажены вручную.

### Водные ресурсы
Если бы было много воды, этот район мог бы быть самым населенным и зерновым местом в провинции. Чтобы побороть безводье, можно посмотреть на реку Архашан, бесполезно впадающую через ущелье Кусюсуз в озеро Севан. Во многих местах население использует для питья колодезную воду. Важными реками и родниками района являются:
1. Веди-чай — река, текущая прямо на юг, при ряд родников. Рядом с заброшенным селом Гарабаглар, одноимённая река с правой стороны, Джигин-Джирманис с левой стороны и многие другие реки также впадают в реку Веди. Только весной, когда тает снег, эта река достигает Аракса.
2. Джигин-Джирманис река. Вот почему название реки таково, что она состоит из двух притоков, носящих это имя. Свои истоки они берут с самых высоких гор, которые находятся в районе Гёкча. Направление течения с востока на запад, впадает в реку Веди в селе Гарабахлар.
3. Хасан-су река. Этот приток берёт начало в очень высоких горах недалеко от Хасангалы и течёт на запад, в реку Джигин-Джирманис.
4. Дашбулаг. Река Джигын-Джирманис выходит из горы с южной стороны, поворачивает на север и впадает в эту реку возле села Джамышбасан.
5. Гарабаглар. Эта река начинается с гор на западе долины Веди и течёт на восток, впадая в реку Веди возле заброшенного села Гарабаглар.
6. Асни река. Выходя возле твёрдой скалы, она впадает в узкую долину между Девали и Садараком и исчезает, не дойдя до Аракса
7. Карачач река. Это небольшая река в долине Кадилы, впадающая в Чопан Арху.
8. Карки река. Это полноводная река, вытекающая из долины Кадили и впадающая в Чопан Арху
9. Чопан Арка река в долине Кадилы принимают много рек, которые проходят через каменистую и узкую долину и питают почву села Садарак, исчезая в посевных землях этого села.
10. Девали река также берёт своё начало возле этого села и заканчивается в посевных землях.
11. Садарак Карасу берёт своё начало у того же села и исчезает в нескольких верстах ниже.
12. Кичик Карасу с левой стороны Аракса.

Кроме того, в горах много находится родников, которые через некоторое время исчезают в земле. В 3-х верстах от села Большие Веди и близ села Девали есть родники с кислой водой.

## История
До образования Эриванского ханства район находился в беглербегстве Чухур-Саад государства Сефевидов.

## Сёла

### Османские источники
Согласно обзорной книге 1590 года, в районе Веди Эриванской провинции Османской империи существовали следующие села:
- Большой Веди и Улиа
- Маленький Веди
- Авшар
- Большой Девели/Арарат
- Маленький Девели
- Энгиз[1]
- Агджакилсе
- Аджису
- Эсти
- Гарабаг
- Джигин
- Багчаджиг (1959 упразднено)[2][3]
- Молла Сейфеддин
- Хосров
- Горчу (разорённое село)
- Гизилбулгун
- Чукендер
- Юхары Гарабыг
- Ашагы Гарабыг
- Гизилвиран
- Зенджирли
- Инджесере (Гянджали
- Кютюс
- Бакир
- Хекс
- Чаклы
- Джермарис
- Ахурабулаг и Дикмедаш
- Кюсюсюз
- Чардаглы
- Пюнюс
- Гараджа Абдал
- Гюлкенд
- Тинас
- Шейхчиг
- Кенизек
- Ахирес
- Хемуд
- Кар-вансара
- Менкик
- Сенасир
- Кедли
- Тизекю
- Муса Дервиш
- Салмансарай
- Элигара
- Мисир Дервиш
- Сирангоч
- Гарахач/Лусашох[4][5]
- Херакус
- Эрмюк
- Гюльдервиш
- Гамышлычухур
- Кюреван
- Ат агылы и Ат кышлагы
- Яраглыбуджаг
- Пирилер (ныне в Кельбаджарском районе Азербайджана)

Согласно обзорной книге уже 1728 года, в районе Веди Эриванской провинции Османской империи приводятся те же сёла, но с добавлениями:
- Рейханлы/Айгаван (Рейганлу)[6]
- Ширазлу/Воскетап[6]
- Афшарийерлы/Афшар
- Зимми Ведиси
- Кестенли
- Гаранча (Шебикли)
- Гаранча (2)
- Зимний лагерь Насибли возле села Гаранча
- Большой Мералар
- Гаранча Шетли
- Харамлы Шетли
- Кюсюхлю Шетли
- Маленький Мералар
- Гаранча
- Гайчы (Имамгулу)
- Зимний лагерь Пири-гайиб около села Гайчы
- Хачлы (Чичекли)
- Сараблы
- Сары Мусалы
- Дашлыгайа
- Кюреван
- Юхары Чадырган
- Ашагы Чадырган
- Човгендиз
- Шигшиг
- Джафаркенд, расположенный недалеко от села Карабах
- Гизилвиран
- Ханахмед

### Разрушенные сёла во время войн
Список сёл, разрушенных в результате русско-персидской и русско-турецкой войн 1826—1828 и 1828—1829 годов:
1. Рейганлы, 2. Ширазлу, 3. Караляр, 4. Сарай, 5. Джадгыран, 6. Гарабаглар-Суфла, 7. Гарабаглар-Улия, 8. Таласаван, 9. Шахаплю, 10. Зенджирли, 11. Пюнют, 12. Шорсу, 13. Дашнов, 14. Хасангала, 15. Джафарли, 16. Ортюк, 17. Велиджан, 18. Кешаглы, 19. Аббасабад, 20. Али Гызыл, 21. Мурадабад, 22. Алиабад, 23. Алигырык, 24. Гюнлюк, 25. Бахмаджыг, 26. Хамут, 27. Гызылверан, 28. Зимми, 29. Мусаджыг, 30. Ханд, 31. Газанчи, 32. Хосров, 33. Хахыс, 34. Молла Ахмед.
После войн большинство населения сёл возвращалось обратно; иногда, за место них приходили другие, например: село Агасибейли, где до 1832 года жили татары, а после 1926 года туда поселились езиды и армяне, но село было упразднено в 1940-х годах.

## Население
В магале, на тот период, согласно Д. Бурнутяну, проживало большое количество пришлых кочевников, но практически не оставалось армян после выселения персидским шахом Аббасом.

## Сельское хозяйство
В низинах выращивали хлопок, рис, клещевину, кунжут, дыни и озимую пшеницу. В верхней части сеют яровую пшеницу, ячмень, просо, лён, горох, чечевицу, лук, коноплю, табак и тому подобное. В собственности района находились 9 мельниц, из них 5 действующих и 4 простаивающих.